# Източен Еършър
Източен Еършър (на английски: East Ayrshire, на шотландски: Siorrachd Inbhir Àir an Ear) е една от 32-те области в Шотландия. Граничи с областите Северен Еършър, Южен Еършър, Дъмфрийс анд Голоуей, Южен Ланаркшър и Ренфрушър. Областта е създадена през 1996 г.